# 戴思聰
戴思聰（1939年10月15日—2010年7月18日），原名戴金興，香港歌唱老師，由八十至九十年代培育了王菲、劉德華、黎明、郭富城、陳曉東等歌壇巨星，呂方、梁朝偉、李嘉欣、黎姿、金城武等人也都曾師從戴思聰。他的老婆是許梅德，經常跟學生有來往。

## 生平
戴思聰生于印尼孟加錫，有三姊一兄二弟。父親戴佑鍾從事海外土產生意。戴思聰在1953年與其二姐戴淑華和三姐戴秀英，聯同其他僑民由孟加錫乘坐郵輪經由雅加達和新加坡到達香港，再經羅湖口岸上深圳。到埗後獲安排於1953年9月到福建省廈門集美中學就學，直接入讀初中二年級。1958年中學畢業後考入福建林學院（現為福建農林大學一部分），修讀採運專業。在校時是文工團的手風琴手。戴思聰及後於1962年從中國內地來港，先任職寫字樓文員，後於邵氏電影公司任幕後代唱。七十年代前曾在銅鑼灣翠谷夜總會註唱那時還有七小福每星期在該夜總會表演。後因獲其大姐戴秀鳳與姐夫黃昆明資助去日本深造音樂和唱歌技巧日本留學鑽研音樂和唱歌技巧，返港後轉做歌唱老師。戴思聰於1976年開始授徒，第一名學生是張明敏，之後越來越多人拜他為師。
他在1980至1990年代培育出多名天皇天后巨星，例如王菲、呂方、黎明、劉德華、梅艷芳、梁朝偉、郭富城、陳曉東、鄺美雲、楊采妮、馬浚偉、謝霆鋒、王祖賢、金城武等，被譽為「香港樂壇教父」。先與情同父子般的徒弟陳曉東有合約糾紛；不過多年後早已和好如初，在生命最後幾年又與另一徒弟鄭嘉穎發生合約糾紛，鬧得滿城風雨，更加被冠以「樂壇吸血鬼」的惡名，聲名大跌。2004年收下最後一個徒弟謝東閔後，便宣告退休。
戴思聰妻子許梅德與其兩個女兒戴蘊慧（又名戴真真，前夫謝順來）和戴辛尉（原名戴蘊詩，又名戴威葳，丈夫焯皓（原名梁焯豪，又名梁焯皓））也是歌手。2010年7月17日凌晨，戴思聰因心臟病發昏迷，由家人立即致電救護車送入律敦治醫院。其間心臟兩度停頓，一直昏迷不醒。經過33小時搶救後，延至18日上午8時35分因急性冠心病引發併發症終告不治，終年70歲。

## 著作
戴思聰的小女兒戴辛尉於戴思聰逝世一周年之際，將父親生前親撰的手稿及口述內容編輯成新書《星河回憶錄》，敘述了戴思聰與一眾天王天后相處點滴，其中包括張明敏、梅艷芳、黎明、劉德華、王菲、呂方、陳曉東、謝霆鋒、林峰、焯皓等十位學生。當中還展示了不少明星不為人知的一面。